# Mazères-sur-Salat
Pour les articles homonymes, voir Mazères.
Mazères-sur-Salat est une commune française située dans le centre du département de la Haute-Garonne, en région Occitanie.
Sur le plan historique et culturel, la commune est dans le pays de Comminges, correspondant à l’ancien comté de Comminges, circonscription de la province de Gascogne située sur les départements actuels du Gers, de la Haute-Garonne, des Hautes-Pyrénées et de l'Ariège. Exposée à un climat océanique altéré, elle est drainée par le Salat et par divers autres petits cours d'eau. La commune possède un patrimoine naturel remarquable : un site Natura 2000 (« Garonne, Ariège, Hers, Salat, Pique et Neste »), un espace protégé (« la Garonne, l'Ariège, l'Hers Vif et le Salat ») et deux zones naturelles d'intérêt écologique, faunistique et floristique.
Mazères-sur-Salat est une commune rurale qui compte 631 habitants en 2022. Ses habitants sont appelés les Mazériens ou  Mazériennes.
Le patrimoine architectural de la commune comprend un immeuble protégé au titre des monuments historiques : la chapelle Sainte-Matrone, classée en 1975.

## Géographie

### Localisation
La commune de Mazères-sur-Salat se trouve dans le département de la Haute-Garonne, en région Occitanie.
Elle se situe à 65 km à vol d'oiseau de Toulouse, préfecture du département, à 20 km de Saint-Gaudens, sous-préfecture, et à 49 km de Bagnères-de-Luchon, bureau centralisateur du canton de Bagnères-de-Luchon dont dépend la commune depuis 2015 pour les élections départementales.
La commune fait en outre partie du bassin de vie de Salies-du-Salat.
Les communes les plus proches sont : 
Cassagne (1,7 km), Mancioux (3,3 km), Roquefort-sur-Garonne (3,5 km), Salies-du-Salat (3,5 km), Marsoulas (3,7 km), Saint-Martory (3,7 km), Montsaunès (3,9 km), Ausseing (4,2 km).
Sur le plan historique et culturel, Mazères-sur-Salat fait partie du pays de Comminges, correspondant à l’ancien comté de Comminges, circonscription de la province de Gascogne située sur les départements actuels du Gers, de la Haute-Garonne, des Hautes-Pyrénées et de l'Ariège.
Mazères-sur-Salat est limitrophe de cinq autres communes.
Les communes limitrophes sont Cassagne, Montsaunès, Roquefort-sur-Garonne, Saint-Martory et Salies-du-Salat.
|               | Roquefort-sur-Garonne |          |
| Saint-Martory | Mazères-sur-Salat     | Cassagne |
| Montsaunès    | Salies-du-Salat       |          |

### Géologie et relief
La superficie de la commune est de 668 hectares ; son altitude varie de 265  à   375 mètres.

### Hydrographie

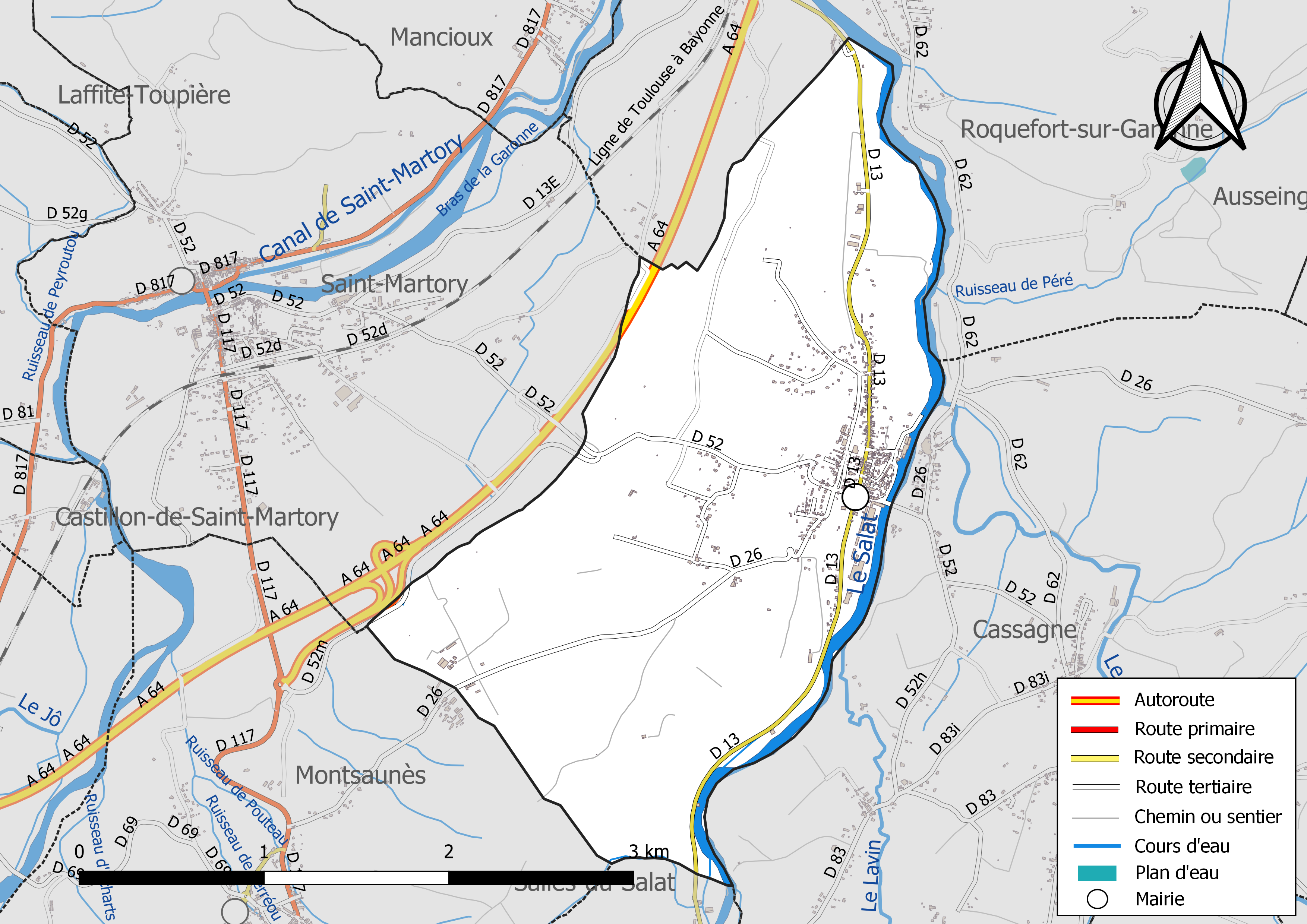
Réseaux hydrographique et routier de Mazères-sur-Salat.

La commune est dans le bassin de la Garonne, au sein du bassin hydrographique Adour-Garonne. Elle est drainée par le Salat, le Lens, le Lavin, un bras du Salat, un bras du Salat, le ruisseau de Gallèpe, le ruisseau de Péré et par divers petits cours d'eau, constituant un réseau hydrographique de 6 km de longueur totale,.

### Climat
Pour des articles plus généraux, voir Climat de l'Occitanie et Climat de la Haute-Garonne.
En 2010, le climat de la commune est de type climat océanique altéré, selon une étude s'appuyant sur une série de données couvrant la période 1971-2000. En 2020, Météo-France publie une typologie des climats de la France métropolitaine dans laquelle la commune est exposée à un climat de montagne ou de marges de montagne et est dans la région climatique Pyrénées centrales, caractérisée par une pluviométrie annuelle de 1 000 à 1 200 mm.
Pour la période 1971-2000, la température annuelle moyenne est de 12,6 °C, avec une amplitude thermique annuelle de 15 °C. Le cumul annuel moyen de précipitations est de 866 mm, avec 9,6 jours de précipitations en janvier et 6,2 jours en juillet. Pour la période 1991-2020, la température moyenne annuelle observée sur la station météorologique la plus proche, située sur la commune de Palaminy à 11 km à vol d'oiseau, est de 13,2 °C et le cumul annuel moyen de précipitations est de 715,2 mm,. Pour l'avenir, les paramètres climatiques de la commune estimés pour 2050 selon différents scénarios d'émission de gaz à effet de serre sont consultables sur un site dédié publié par Météo-France en novembre 2022.

### Milieux naturels et biodiversité

#### Espaces protégés
La protection réglementaire est le mode d’intervention le plus fort pour préserver des espaces naturels remarquables et leur biodiversité associée,.
Un  espace protégé est présent sur la commune : 
« la Garonne, l'Ariège, l'Hers Vif et le Salat », objet d'un arrêté de protection de biotope, d'une superficie de 1 658,7 ha.

#### Réseau Natura 2000

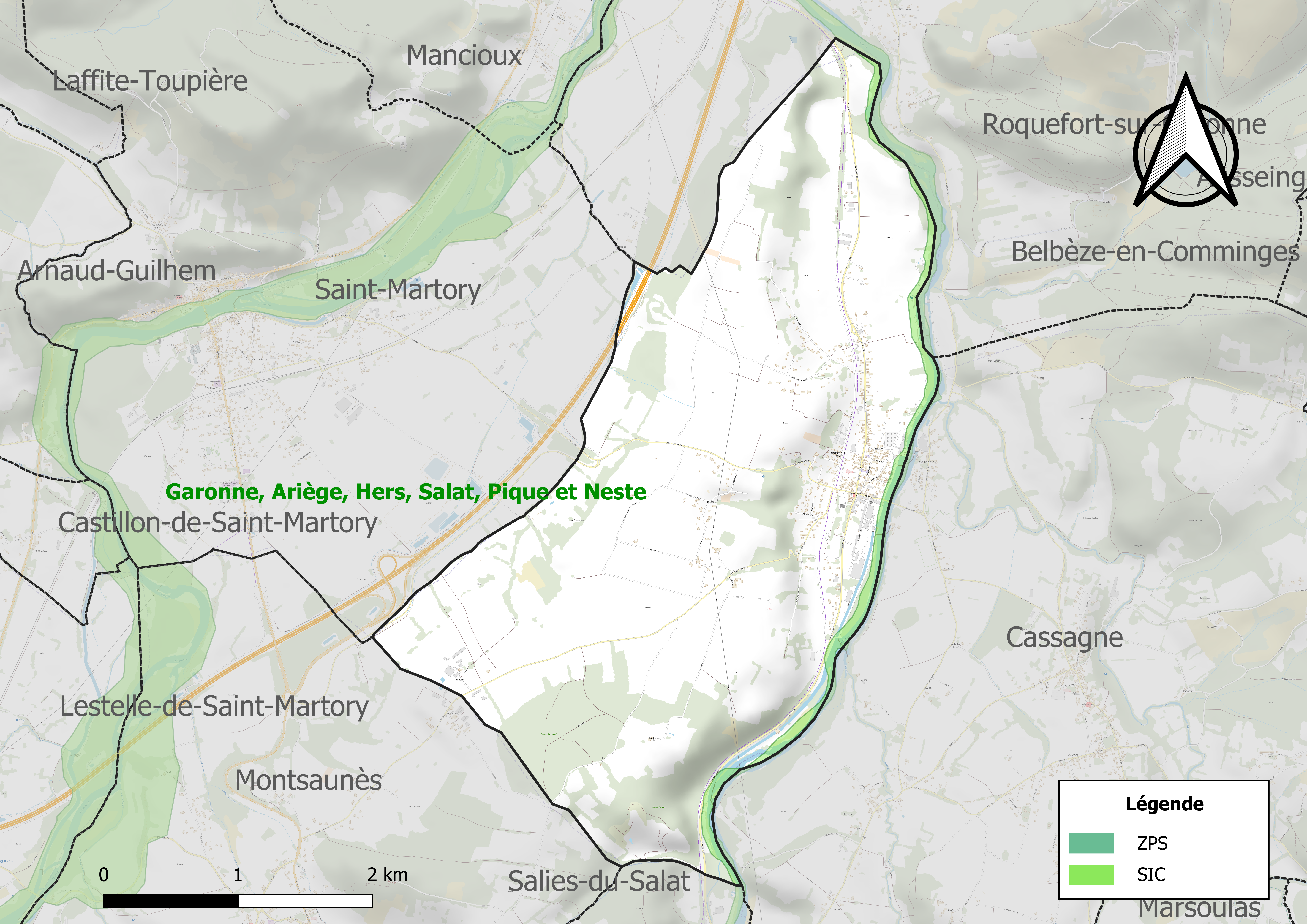
Site Natura 2000 sur le territoire communal.

Le réseau Natura 2000 est un réseau écologique européen de sites naturels d'intérêt écologique élaboré à partir des directives habitats et oiseaux, constitué de zones spéciales de conservation (ZSC) et de zones de protection spéciale (ZPS).
Un site Natura 2000 a été défini sur la commune au titre de la directive habitats : « Garonne, Ariège, Hers, Salat, Pique et Neste », d'une superficie de 9 581 ha, un réseau hydrographique pour les poissons migrateurs (zones de frayères actives et potentielles importantes pour le Saumon en particulier qui fait l'objet d'alevinages réguliers et dont des adultes atteignent déjà Foix sur l'Ariège.

#### Zones naturelles d'intérêt écologique, faunistique et floristique

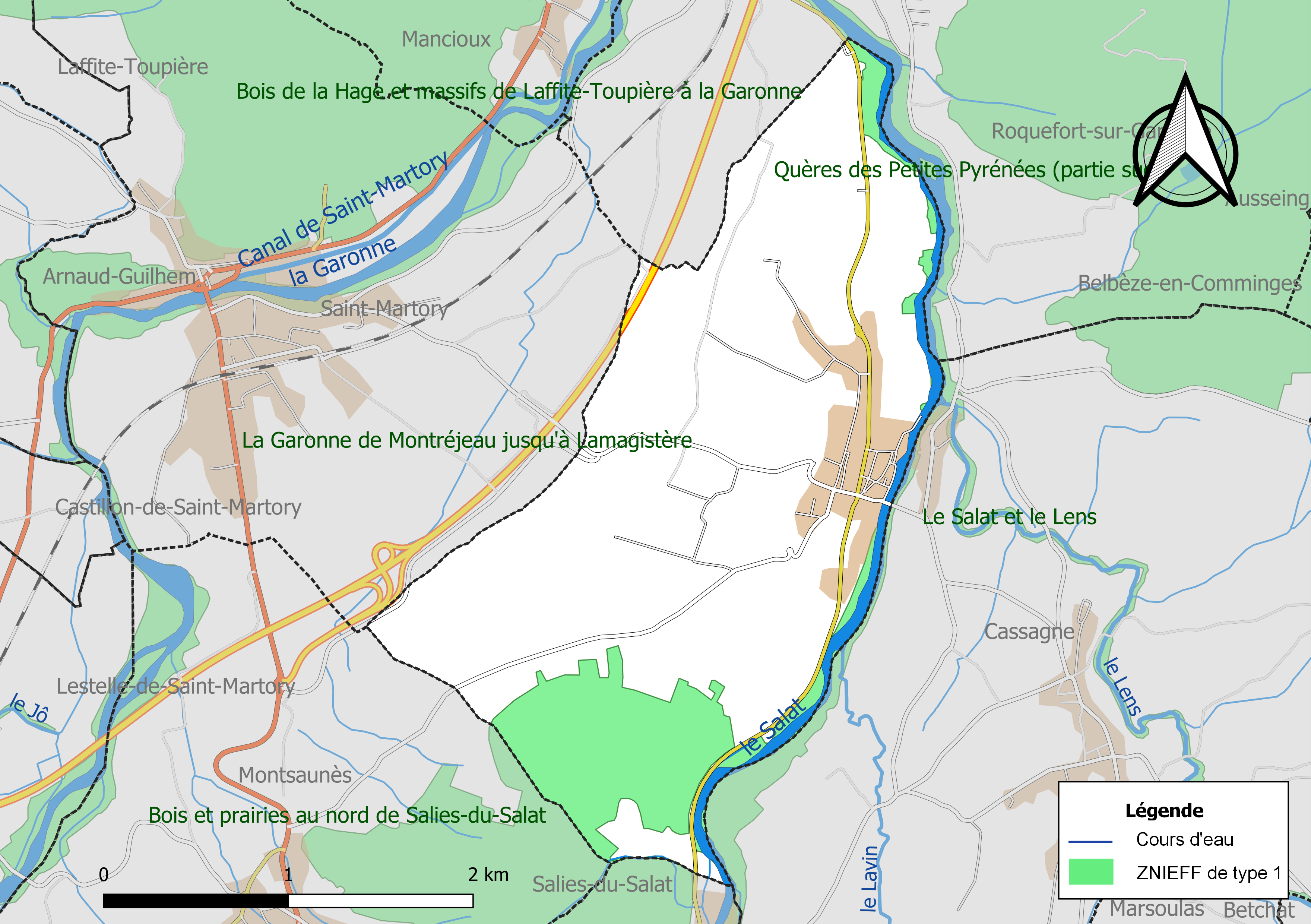
Carte des ZNIEFF de type 1 localisées sur la commune.

L’inventaire des zones naturelles d'intérêt écologique, faunistique et floristique (ZNIEFF) a pour objectif de réaliser une couverture des zones les plus intéressantes sur le plan écologique, essentiellement dans la perspective d’améliorer la connaissance du patrimoine naturel national et de fournir aux différents décideurs un outil d’aide à la prise en compte de l’environnement dans l’aménagement du territoire.
Deux ZNIEFF de type 1 sont recensées sur la commune :
les « bois et prairies au nord de Salies-du-Salat » (271 ha), couvrant 3 communes du département et 
« le Salat et le Lens » (713 ha), couvrant 32 communes dont 21 dans l'Ariège et 11 dans la Haute-Garonne.

## Urbanisme

### Typologie
Au 1er janvier 2024, Mazères-sur-Salat est catégorisée commune rurale à habitat dispersé, selon la nouvelle grille communale de densité à sept niveaux définie par l'Insee en 2022.
Elle est située hors unité urbaine et hors attraction des villes,.

### Occupation des sols
L'occupation des sols de la commune, telle qu'elle ressort de la base de données européenne d’occupation biophysique des sols Corine Land Cover (CLC), est marquée par l'importance des territoires agricoles (76,2 % en 2018), une proportion sensiblement équivalente à celle de 1990 (76,8 %). La répartition détaillée en 2018 est la suivante : 
zones agricoles hétérogènes (43,9 %), prairies (20,7 %), forêts (16,1 %), terres arables (11,5 %), zones urbanisées (7,8 %). L'évolution de l’occupation des sols de la commune et de ses infrastructures peut être observée sur les différentes représentations cartographiques du territoire : la carte de Cassini (XVIIIe siècle), la carte d'état-major (1820-1866) et les cartes ou photos aériennes de l'IGN pour la période actuelle (1950 à aujourd'hui).

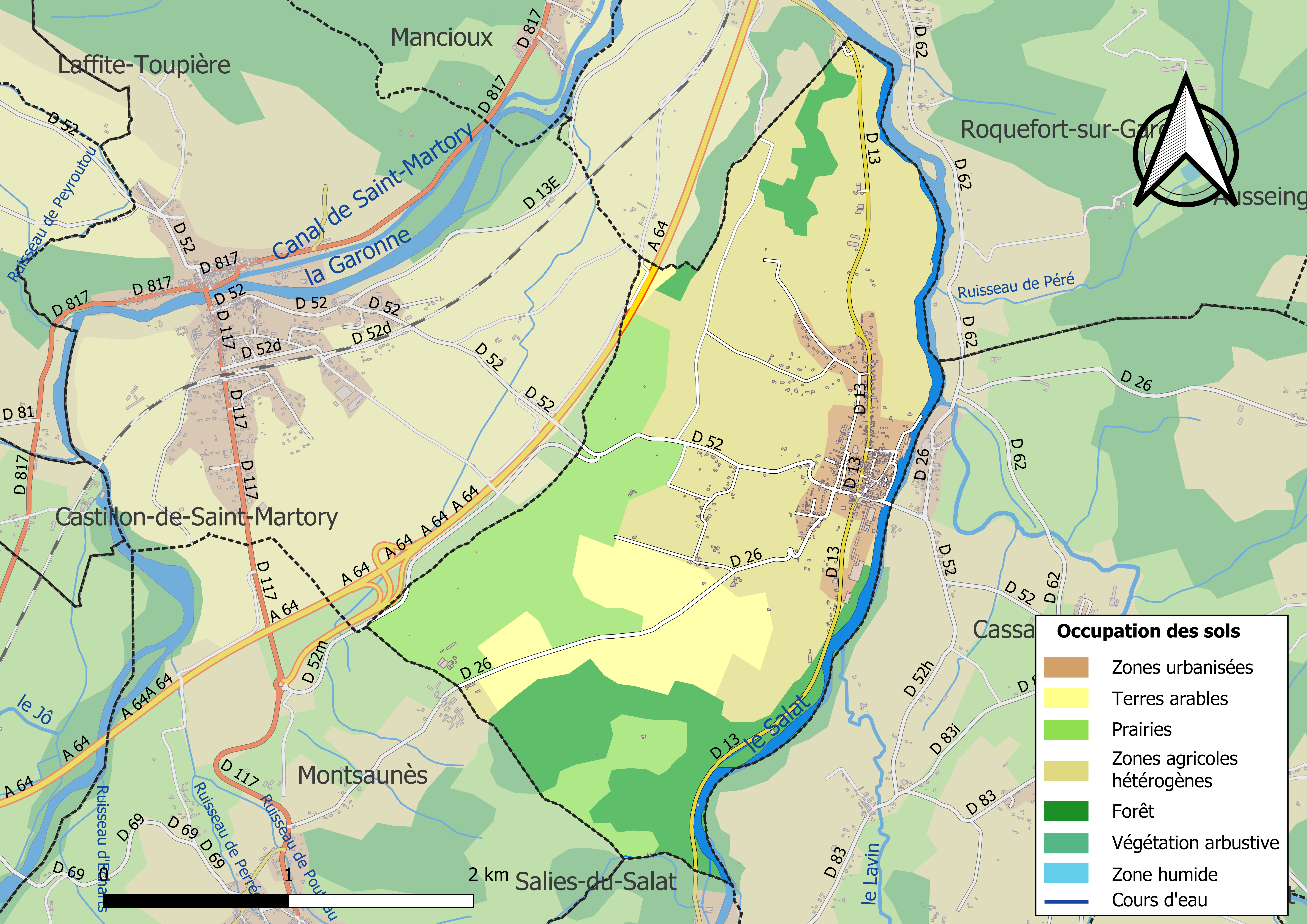
Carte des infrastructures et de l'occupation des sols de la commune en 2018 (CLC).

### Voies de communication et transports
Par la route : accès par l'A64, sortie :  20 et prendre la D 117 direction Saint-Girons. La ville est un arrêt sur la ligne par autocar de Boussens à Saint-Girons complétée par la ligne régionale de bus de Toulouse à Saint-Girons. Boussens est la gare SNCF la plus proche sur la ligne de Toulouse à Bayonne.

### Risques majeurs
Le territoire de la commune de Mazères-sur-Salat est vulnérable à différents aléas naturels : météorologiques (tempête, orage, neige, grand froid, canicule ou sécheresse), inondations, mouvements de terrains et séisme (sismicité modérée). Il est également exposé à un risque technologique, la rupture d'un barrage. Un site publié par le BRGM permet d'évaluer simplement et rapidement les risques d'un bien localisé soit par son adresse soit par le numéro de sa parcelle.

#### Risques naturels
Certaines parties du territoire communal sont susceptibles d’être affectées par le risque d’inondation par débordement de cours d'eau, notamment le Lens et le Lavin. La commune a été reconnue en état de catastrophe naturelle au titre des dommages causés par les inondations et coulées de boue survenues en 1982, 1992, 1999, 2007, 2009, 2011 et 2022,.

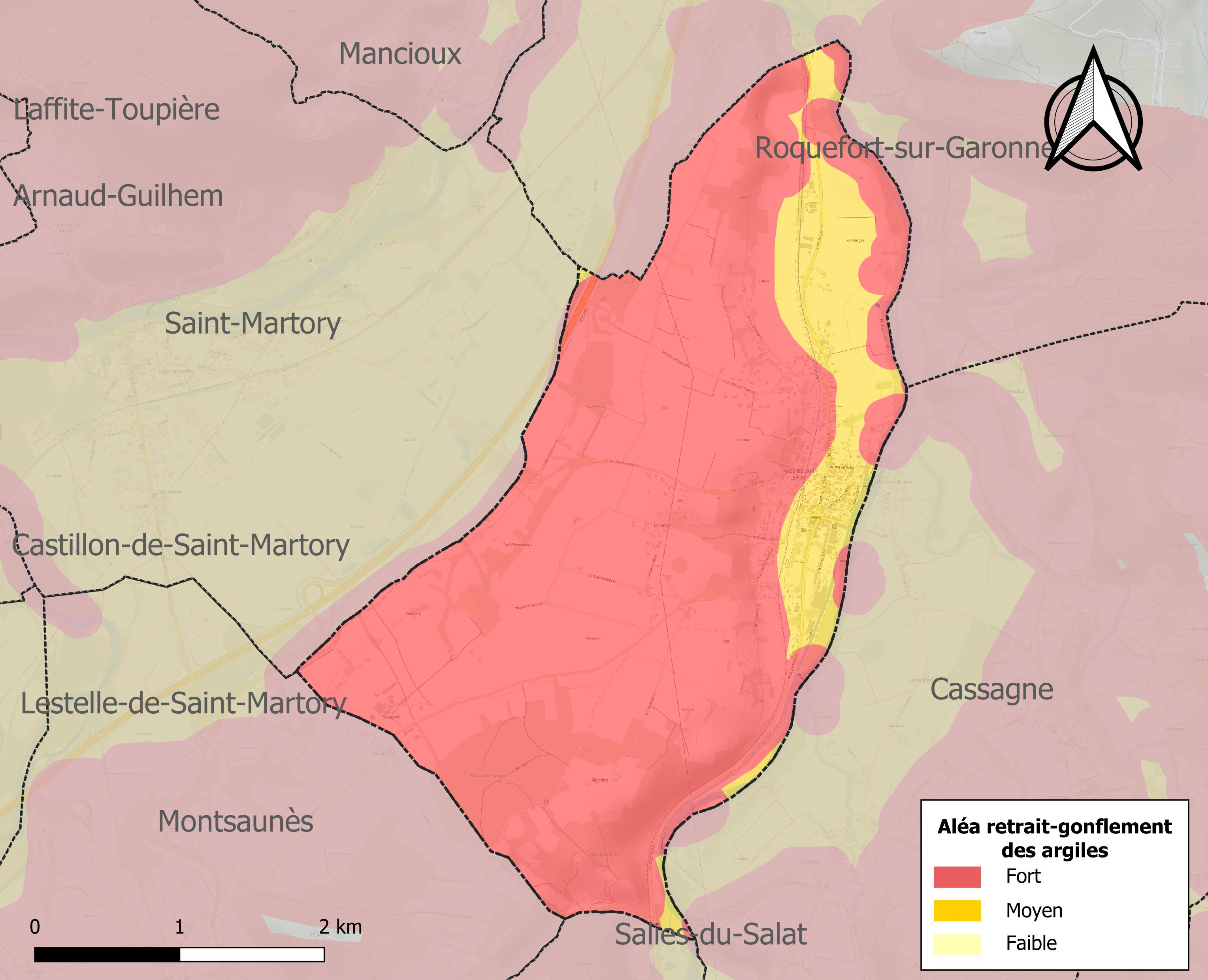
Carte des zones d'aléa retrait-gonflement des sols argileux de Mazères-sur-Salat.

La commune est vulnérable au risque de mouvements de terrains constitué principalement du retrait-gonflement des sols argileux. Cet aléa est susceptible d'engendrer des dommages importants aux bâtiments en cas d’alternance de périodes de sécheresse et de pluie. La totalité de la commune est en aléa moyen ou fort (88,8 % au niveau départemental et 48,5 % au niveau national). Sur les 328 bâtiments dénombrés sur la commune en 2019, 328 sont en aléa moyen ou fort, soit 100 %, à comparer aux 98 % au niveau départemental et 54 % au niveau national. Une cartographie de l'exposition du territoire national au retrait gonflement des sols argileux est disponible sur le site du BRGM,.
Par ailleurs, afin de mieux appréhender le risque d’affaissement de terrain, l'inventaire national des cavités souterraines permet de localiser celles situées sur la commune.
Concernant les mouvements de terrains, la commune a été reconnue en état de catastrophe naturelle au titre des dommages causés par la sécheresse en 1989 et par des mouvements de terrain en 1999.

#### Risques technologiques
La commune est en outre située en aval des barrages du Portillon sur la Neste d'Oô et de Cap de Long sur la Neste de Couplan (Hautes-Pyrénées). À ce titre elle est susceptible d’être touchée par l’onde de submersion consécutive à la rupture d'un de ces ouvrages.

## Toponymie
Étymologie : du gascon maseras (du latin macerias, terme désignant un mur de pierres sèches ou des ruines).

## Histoire
Bien que située dans le Comminges, Mazères-sur-Salat formait avec la paroisse de Montsaunès une des enclaves languedociennes du diocèse civil du Petit-Comminges, l'un des 24 diocèses civils du Languedoc. Les paroisses voisines faisaient partie du comté de Comminges dépendant, lui, de la Gascogne.
De 1866 à 1969, la commune a bénéficié d'une halte pour les voyageurs sur la ligne de Boussens à Saint-Girons.
En 2002, l'usine de fabrication du papier à cigarettes Rizla+ est fermée par Imperial Tobacco. Marque numéro un dans le monde, elle a employé dans l'usine de Mazères jusqu'à plus d'un millier de salariés au début du XXe siècle, et 70 lors de la fermeture.

## Politique et administration

### Administration municipale
Le nombre d'habitants au recensement de 2011 étant compris entre 500 et 1 499 habitants, le nombre de membres du conseil municipal pour l'élection de 2014 est de quinze,.

### Rattachements administratifs et électoraux
Commune faisant partie de la huitième circonscription de la Haute-Garonne, de la communauté de communes Cagire-Garonne-Salat et du canton de Bagnères-de-Luchon (avant le redécoupage départemental de 2014, Mazères-sur-Salat faisait partie de l'ex-canton de Salies-du-Salat et, avant le 1er janvier 2017, de la Communauté de communes du canton de Salies-du-Salat).

### Liste des maires
| Période                                  | Période        | Identité            | Étiquette | Qualité |
| ---------------------------------------- | -------------- | ------------------- | --------- | --- |
| mars 1977                                | 2001           | Jean-Louis Idiart   | PS        | Conseiller général du canton de Salies du Salat (1988-2015) Président du SIVOM de la région de Salies-du-Salat (1991-2000) Député (1993-2012) |
| mars 2001                                | 2014           | Pierre Castéras     | PS        | |
| mars 2014                                | 16 juin 2023   | Jean-Claude Dougnac | PCF       | Retraité (Décédé en fonction) |
| juin 2023                                | septembre 2023 | Manuel Alcaïde      | PCF       | Retraité |
| septembre 2023                           | En cours       | Albert Cigagna      |           | Retraité |
| Les données manquantes sont à compléter. |                |                     |           | |

### Politique de développement durable
La commune s’est engagée dans une politique de développement durable en lançant une démarche d'Agenda 21 en 2002.
Une déchèterie est présente sur la commune de Mane.

## Population et société

### Démographie
L'évolution du nombre d'habitants est connue à travers les recensements de la population effectués dans la commune depuis 1793. Pour les communes de moins de 10 000 habitants, une enquête de recensement portant sur toute la population est réalisée tous les cinq ans, les populations de référence des années intermédiaires étant quant à elles estimées par interpolation ou extrapolation. Pour la commune, le premier recensement exhaustif entrant dans le cadre du nouveau dispositif a été réalisé en 2007.

En 2022, la commune comptait 631 habitants, en évolution de +4,99 % par rapport à 2016 (Haute-Garonne : +8,02 %, France hors Mayotte : +2,11 %).
| 1793 | 1800 | 1806 | 1821 | 1831 | 1836 | 1841 | 1846 | 1851 |
| ---- | ---- | ---- | ---- | ---- | ---- | ---- | ---- | ---- |
| 304  | 280  | 340  | 387  | 410  | 447  | 442  | 460  | 441  |

| 1856 | 1861 | 1866 | 1872 | 1876 | 1881 | 1886 | 1891 | 1896 |
| ---- | ---- | ---- | ---- | ---- | ---- | ---- | ---- | ---- |
| 398  | 399  | 448  | 484  | 544  | 730  | 691  | 737  | 802  |

| 1901 | 1906 | 1911 | 1921 | 1926 | 1931 | 1936 | 1946 | 1954 |
| ---- | ---- | ---- | ---- | ---- | ---- | ---- | ---- | ---- |
| 895  | 923  | 877  | 780  | 791  | 809  | 826  | 721  | 773  |

| 1962 | 1968 | 1975 | 1982 | 1990 | 1999 | 2006 | 2007 | 2012 |
| ---- | ---- | ---- | ---- | ---- | ---- | ---- | ---- | ---- |
| 721  | 770  | 660  | 642  | 590  | 584  | 595  | 596  | 571  |

| 2017 | 2022 | - | - | - | - | - | - | - |
| ---- | ---- | - | - | - | - | - | - | - |
| 621  | 631  | - | - | - | - | - | - | - |

| selon la population municipale des années : | 1968 | 1975 | 1982 | 1990 | 1999 | 2006 | 2009 | 2013 |
| Rang de la commune dans le département      | 88   | 132  | 161  | 178  | 191  | 206  | 210  | 220  |
| Nombre de communes du département           | 592  | 582  | 586  | 588  | 588  | 588  | 589  | 589  |

### Enseignement
L'éducation est assurée par un regroupement pédagogique intercommunal avec les communes de Cassagne et Marsoulas, pour les classes de la maternelle au primaire.

### Culture et festivités
Comité des fêtes, théâtre, médiathèque, musée du papier à cigarette Rizla +.

### Activités sportives
- Rugby à XV : Mazères sports, créé en 1908, avec l’arrivée aux papeteries Lacroix d’un ingénieur anglais, Mr Huggins. Evoluant des couleurs bleu et blanc, couleurs du carnet à rouler les cigarettes, au rouge et noir aujourd’hui, du Stadoceste mazérien à l’origine, aujourd’hui Mazères Cassagne Sports[49],[50], :
  - Palmarès :
    - Champion des Pyrénées 3e Série 1925 et 1964
    - Champion des Pyrénées 2e Série 1967
    - Champion des Pyrénées 1re Série 1970 et 1986
    - Champion des Pyrénées Honneur 1988
    - Vice-champion de France Promotion d'Honneur 2016
    - Champion de France des réserves honneur 2022

  - Joueurs et joueuses passés par la MCS : Albert Cigagna, Hervé Manent, William Servat, Julien Rey, Pierre Bernard, Manon André
- Pétanque, boxe, tennis, cyclotourisme...

## Économie

### Revenus
En 2018  (données Insee publiées en septembre 2021), la commune compte 282 ménages fiscaux, regroupant 585 personnes. La médiane du revenu disponible par unité de consommation est de 21 450 € (23 140 € dans le département).

### Emploi
|                | 2008  | 2013  | 2018   |
| -------------- | ----- | ----- | ------ |
| Commune        | 8,1 % | 7 %   | 11,6 % |
| Département    | 7,7 % | 9,6 % | 9,3 %  |
| France entière | 8,3 % | 10 %  | 10 %   |

En 2018, la population âgée de 15 à 64 ans s'élève à 372 personnes, parmi lesquelles on compte 77,4 % d'actifs (65,8 % ayant un emploi et 11,6 % de chômeurs) et 22,6 % d'inactifs,. En  2018, le taux de chômage communal (au sens du recensement) des 15-64 ans est supérieur à celui de la France et du département, alors qu'il était inférieur à celui de la France en 2008.
La commune est hors attraction des villes,. Elle compte 249 emplois en 2018, contre 261 en 2013 et 316 en 2008. Le nombre d'actifs ayant un emploi résidant dans la commune est de 249, soit un indicateur de concentration d'emploi de 99,9 % et un taux d'activité parmi les 15 ans ou plus de 55,3 %.
Sur ces 249 actifs de 15 ans ou plus ayant un emploi, 45 travaillent dans la commune, soit 18 % des habitants. Pour se rendre au travail, 83,5 % des habitants utilisent un véhicule personnel ou de fonction à quatre roues, 6,1 % les transports en commun, 4,8 % s'y rendent en deux-roues, à vélo ou à pied et 5,6 % n'ont pas besoin de transport (travail au domicile).

### Activités hors agriculture

#### Secteurs d'activités
62 établissements sont implantés  à Mazères-sur-Salat au 31 décembre 2019. Le tableau ci-dessous en détaille le nombre par secteur d'activité et compare les ratios avec ceux du département,.
| Secteur d'activité                                                                                        | Commune | Commune | Département |
| Secteur d'activité                                                                                        | Nombre  | %       | %           |
| --- | ------- | ------- | ----------- |
| Ensemble                                                                                                  | 62      | 100 %   | (100 %)     |
| Industrie manufacturière, industries extractives et autres                                                | 16      | 25,8 %  | (5,7 %)     |
| Construction                                                                                              | 4       | 6,5 %   | (12 %)      |
| Commerce de gros et de détail, transports, hébergement et restauration                                    | 18      | 29 %    | (25,9 %)    |
| Information et communication                                                                              | 1       | 1,6 %   | (4,1 %)     |
| Activités financières et d'assurance                                                                      | 1       | 1,6 %   | (3,8 %)     |
| Activités immobilières                                                                                    | 2       | 3,2 %   | (4,2 %)     |
| Activités spécialisées, scientifiques et techniques et activités de services administratifs et de soutien | 7       | 11,3 %  | (19,8 %)    |
| Administration publique, enseignement, santé humaine et action sociale                                    | 7       | 11,3 %  | (16,6 %)    |
| Autres activités de services                                                                              | 6       | 9,7 %   | (7,9 %)     |

Le secteur du commerce de gros et de détail, des transports, de l'hébergement et de la restauration est prépondérant sur la commune puisqu'il représente 29 % du nombre total d'établissements de la commune (18 sur les 62 entreprises implantées  à Mazères-sur-Salat), contre 25,9 % au niveau départemental.

#### Entreprises et commerces
Les cinq entreprises ayant leur siège social sur le territoire communal qui génèrent le plus de chiffre d'affaires en 2020 sont : 
- ETS Artigas, installation de structures métalliques, chaudronnées et de tuyauterie (2 375 k€)
- Ateliers Mecaniques Du Salat, mécanique industrielle (892 k€)
- Pascal Maillet Architecture, activités d'architecture (91 k€)
- Qualy Pro, nettoyage courant des bâtiments (44 k€)
- At Namaste, commerce de gros (commerce interentreprises) d'autres biens domestiques (1 k€)

### Agriculture
|               | 1988 | 2000 | 2010 | 2020 |
| ------------- | ---- | ---- | ---- | ---- |
| Exploitations | 16   | 16   | 10   | 3    |
| SAU (ha)      | 347  | 346  | 357  | 330  |

La commune est dans « La Rivière », une petite région agricole localisée dans le sud du département de la Haute-Garonne, constituant la partie piémont au relief plus doux que les Pyrénées centrales la bordant au sud et où la vallée de la Garonne s’élargit. En 2020, l'orientation technico-économique de l'agriculture sur la commune est l'élevage d'équidés et/ou d' autres herbivores. Trois exploitations agricoles ayant leur siège dans la commune sont dénombrées lors du recensement agricole de 2020 (16 en 1988). La superficie agricole utilisée est de 330 ha,,.

## Culture locale et patrimoine

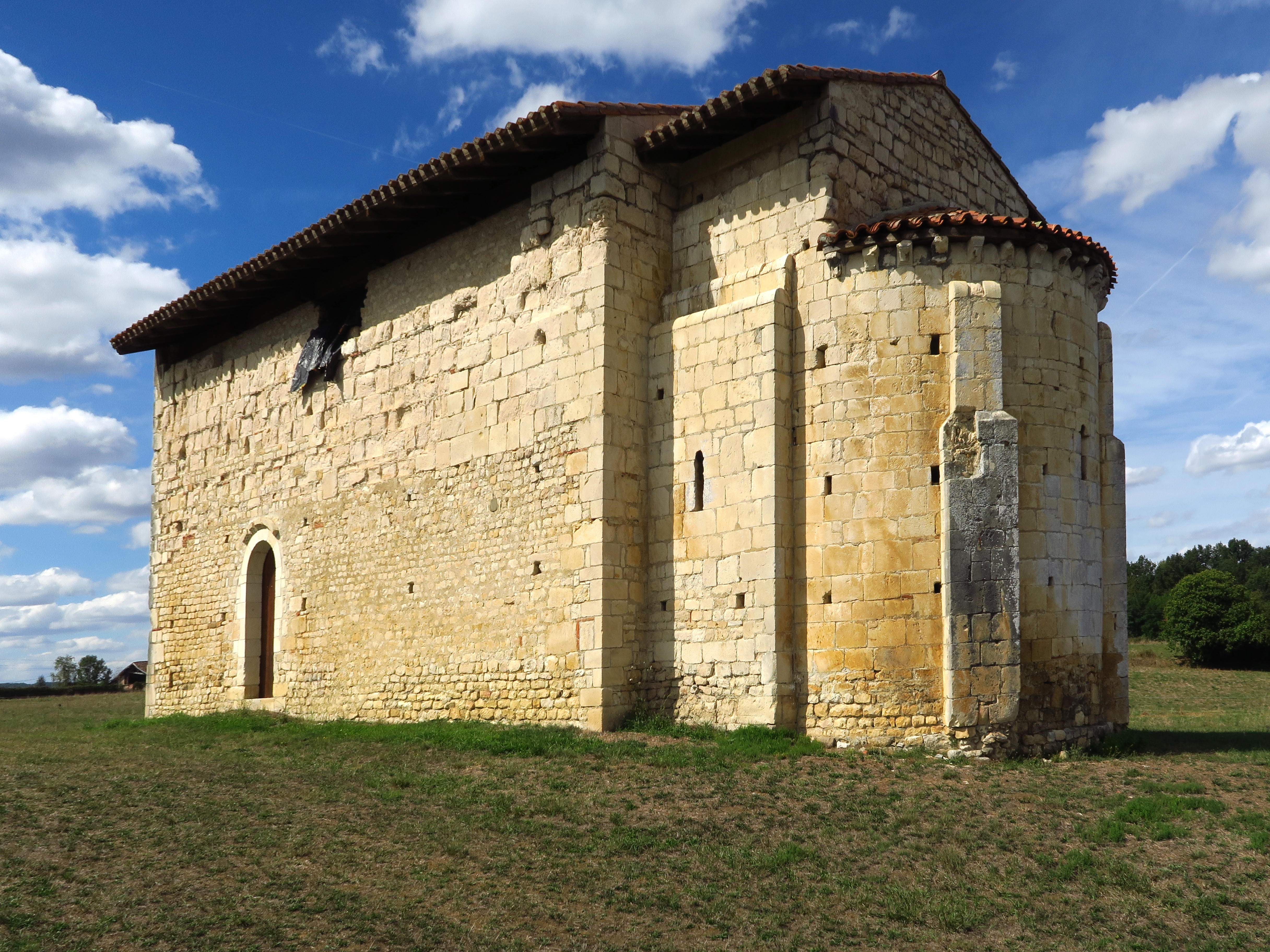
La chapelle Sainte-Matrone

### Lieux et monuments
- Musée de l'ancienne papeterie Riz LaCroix.
- Chapelle templière Sainte Matrone du XIIe siècle, classés au titre objet des monuments historiques depuis 1975[55].
- Église Saint-Christophe.

### Personnalités liées à la commune
- Marcel Loubens (1923-1952), spéléologue du gouffre de la Pierre-Saint-Martin où il décéda lors d'une exploration. Il  repose au cimetière de Mazères.
- Pierre Debeaux (1925-2001), architecte, né à Mazères-sur-Salat.
- Jean-Louis Idiart (1950-2022), homme politique socialiste, ancien maire de Mazères-sur-Salat et ancien député de la 8e circonscription de Haute-Garonne. Il est inhumé au cimetière de Mazères-sur-Salat.
- Albert Cigagna (né en 1960), ancien joueur de rugby à XV ayant évolué au Stade toulousain, formé au club de MCS (Mazères Cassagne Sport) et conseiller municipal de la commune depuis 2008.
- William Servat (né en 1978), joueur de rugby à XV ayant évolué au Stade toulousain, formé au club de MCS, actuel entraîneur des avants du équipe de France de rugby à XV.
- Julien Rey (né en 1986), joueur de rugby à XV, formé au club de MCS.

## Pour approfondir